# Ярара
Ярара, известна също като Ботропс ярарака или само Ярарака (Bothrops jararaca) е силно отровна южноамериканска змия, която е разпространена в Югоизточна Бразилия и съседните региони в Парагвай и Аржентина.

## Описание
Тялото на ярарата е тъмно кафяво с триъгълни петна и черни хоризонтални лента зад очите. Дължина до 1,6 m.

## Местообитания
Обитава влажни райони, като поречията на реки и потоци, където ловува плъхове и жаби, които са основната и храна.